# 迪镇
迪镇（法語：Die，法語發音：[di] ⓘ），法国东南部城市，奥弗涅-罗讷-阿尔卑斯大区德龙省的一个市镇，同时也是该省的一个副省会，下辖迪镇区，其市镇面积为57.28平方公里，2022年1月1日时人口数量为4,796人，在法国城市中排名第2,333位。
迪镇位于德龙省东部，德龙河畔，沿德龙河延伸的公路及铁路由此通过。迪镇是一个区域性的中心城市，以其为中心的附近区域被称为迪瓦。

## 地名来源
“Die”一名出自拉丁语单词“Dea”，意为女神。当地的官方名称在1801年以前曾写作“Dye”。
迪镇所处区域历史上曾通行维瓦赖-阿尔卑斯方言，“Die”在奥克语维基百科及Openstreetmap中对应的拼写为“Diá”。
尽管中文名称为“迪镇”，但其原名“Die”中并不含有“镇”之意，中文谷歌地图及部分汉语资料亦将“Die”直译为迪。

## 历史

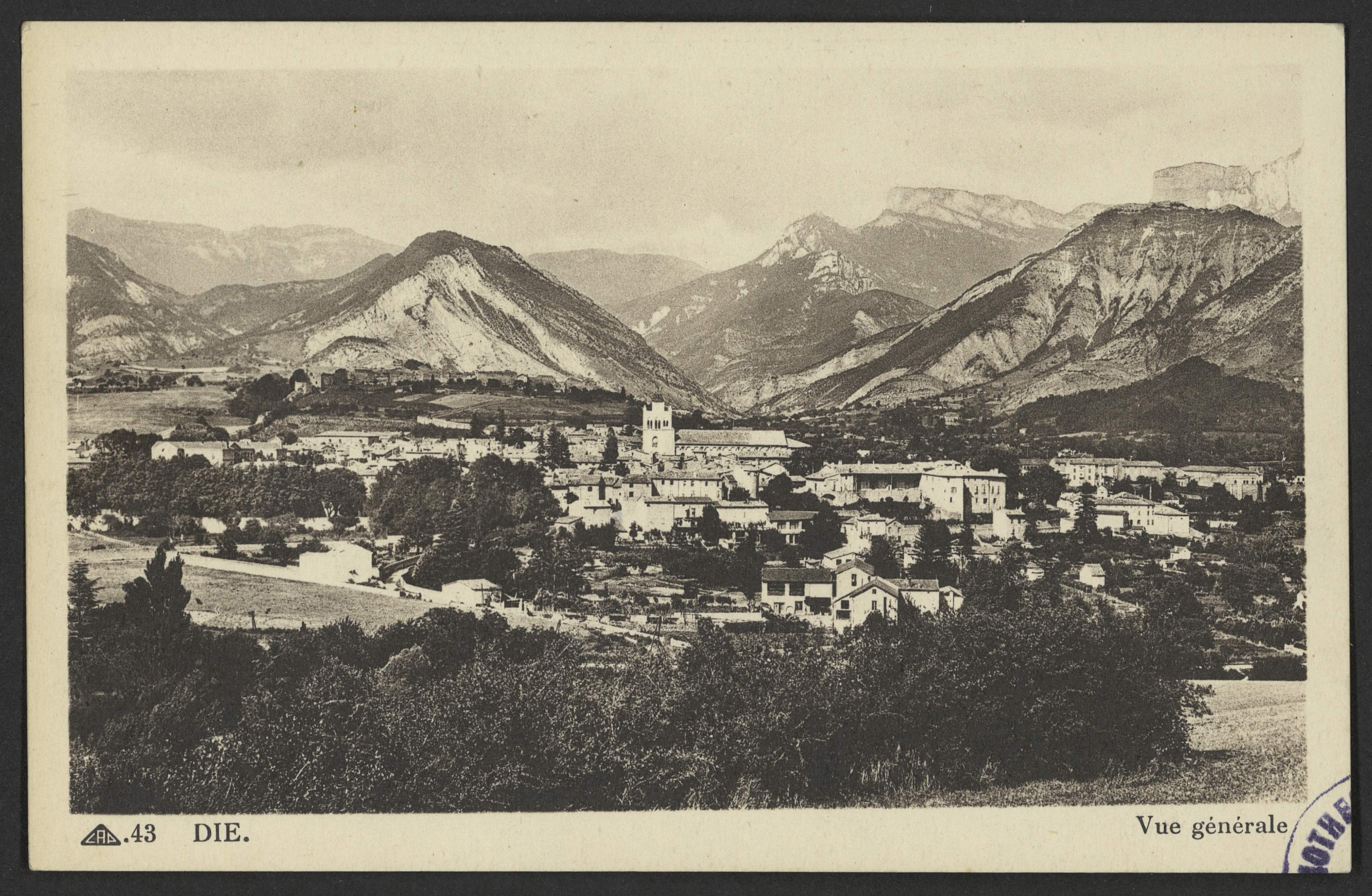
20世纪初的迪镇全景

根据当地官方网站的论述，迪镇最初在公元前二世纪时就已形成聚落，彼时该地为高卢部落沃孔斯人的活动范围。罗马人入侵后，迪镇被设立为一个区域首府，其城市被开辟为奥皮杜姆，即德阿奥古斯塔沃孔提奥鲁姆。一条沿德龙河延伸的道路逐渐形成。公元四世纪初，德阿奥古斯塔沃孔提奥鲁姆城墙建成，其城内面积达25公顷，并出现了教堂、教会等设施，尼凯斯是当地最早的有确切记录的主教。中世纪初，勃艮第人曾入侵此地。宗教战争期间，迪镇曾出现了多处新教团体，但1685年《枫丹白露敕令》颁布后，当地的新教建筑被拆除，其城市亦遭到了严重破坏。法国大革命后，迪镇成为德龙省的一个市镇，并被设为该省的一个地区行署，1801年改制为副省会。工业革命期间，途径迪镇的利夫龙—比埃什河畔阿斯普尔铁路陆续建成通车。第二次世界大战期间，迪镇及附近区域出现了多个抵抗运动组织，战后，当地兴建了烈士纪念碑。

## 地理

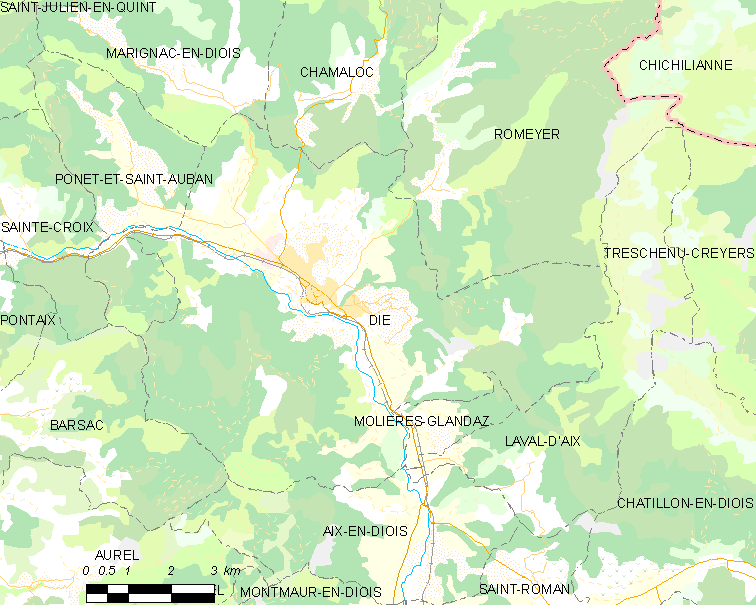
迪镇市镇范围地图

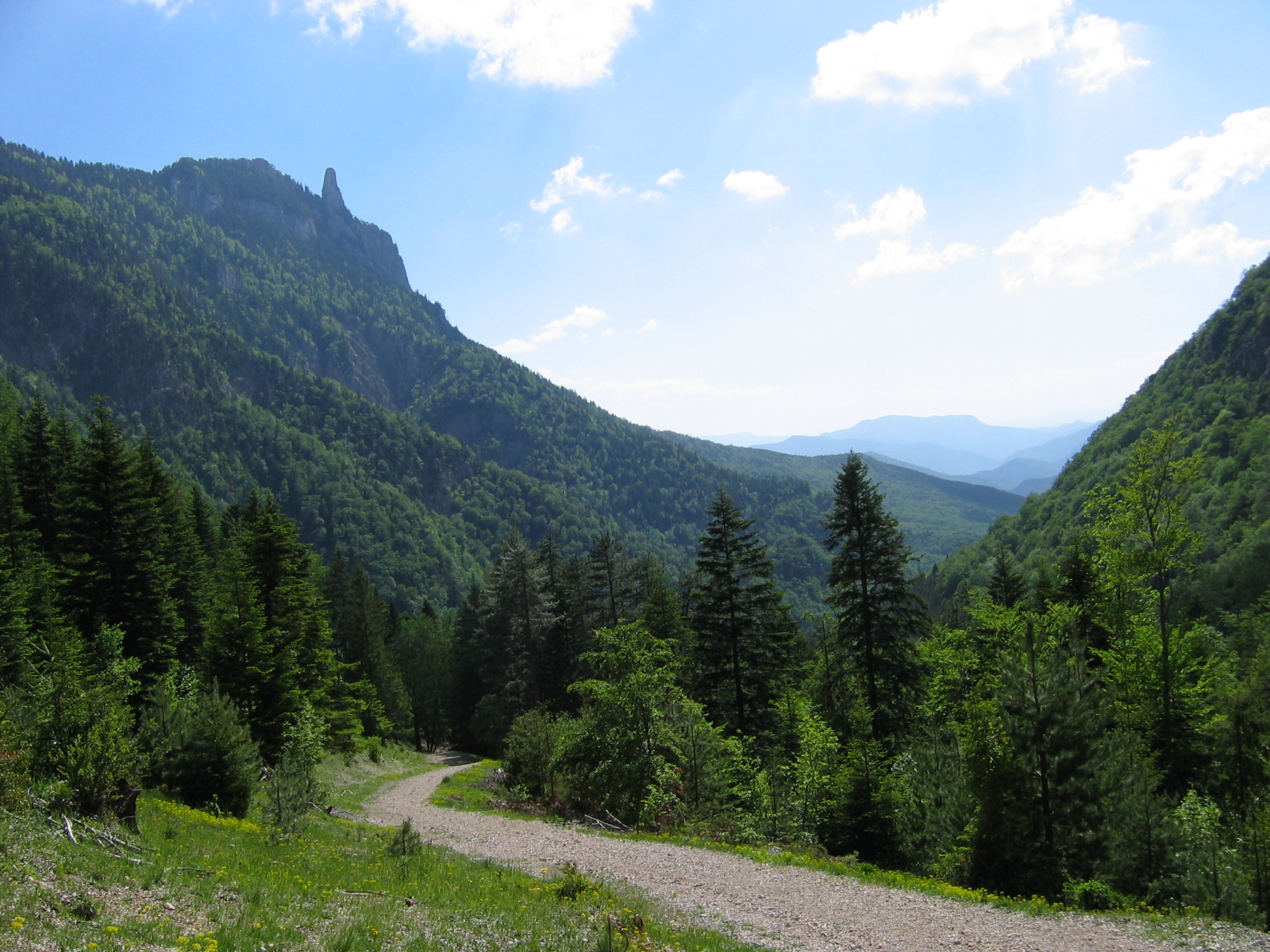
迪镇附近的山脉

迪镇位于法国东南部，奥弗涅-罗讷-阿尔卑斯大区南部和德龙省东部，距离省会瓦朗斯大约67公里。与迪镇接壤的市镇包括：迪瓦地区马里尼亚克、罗梅耶、沙马洛克、波内和圣欧邦、巴尔萨克、拉瓦勒代克斯和迪瓦地区索洛尔。

### 地形
迪镇位于阿尔卑斯山西部边缘地带，市区南北两侧分别为韦科尔山和迪瓦山，境内以山地丘陵为主，市镇中心位于一处河谷地带，核心区域地势较为平坦，河谷以外的地区地势起伏明显，全境海拔在367到1,841米之间。

### 水文
迪镇位于罗讷河流域范围内，德龙河自东向西流经镇中心，其右岸支流梅罗斯溪（ruisseau de Meyrosse）流经市区东部，并形成下切状河谷。

### 植被
迪镇属于温带阔叶混交林区，林地广泛分布于河谷及山地地带。
在鲜花城市的评比中，迪镇暂未被评级。

### 气候
迪镇在柯本气候分类法中属于带有温度大陆气候特征的山地气候。
迪镇境内设有气象站，以下为该气象站的数据（其中日照数据取自位于罗讷河谷内的蒙特利马尔气象站）：
| 迪镇 1981年－2010年 | 迪镇 1981年－2010年 | 迪镇 1981年－2010年 | 迪镇 1981年－2010年 | 迪镇 1981年－2010年 | 迪镇 1981年－2010年 | 迪镇 1981年－2010年 | 迪镇 1981年－2010年 | 迪镇 1981年－2010年 | 迪镇 1981年－2010年 | 迪镇 1981年－2010年 | 迪镇 1981年－2010年 | 迪镇 1981年－2010年 | 迪镇 1981年－2010年 |
| 月份                | 1月                 | 2月                 | 3月                 | 4月                 | 5月                 | 6月                 | 7月                 | 8月                 | 9月                 | 10月                | 11月                | 12月                | 全年                |
| ------------------- | ------------------- | ------------------- | ------------------- | ------------------- | ------------------- | ------------------- | ------------------- | ------------------- | ------------------- | ------------------- | ------------------- | ------------------- | ------------------- |
| 历史最高温 °C（°F） | 21.4 (70.5)         | 22.6 (72.7)         | 26.4 (79.5)         | 29.3 (84.7)         | 33.6 (92.5)         | 37.4 (99.3)         | 39.4 (102.9)        | 39.9 (103.8)        | 34 (93)             | 31.9 (89.4)         | 23.1 (73.6)         | 19 (66)             | 39.9 (103.8)        |
| 平均高温 °C（°F）   | 8.2 (46.8)          | 10.4 (50.7)         | 14.4 (57.9)         | 17.1 (62.8)         | 22 (72)             | 25.9 (78.6)         | 29.1 (84.4)         | 28.8 (83.8)         | 23.3 (73.9)         | 18.6 (65.5)         | 12 (54)             | 7.8 (46.0)          | 18.1 (64.6)         |
| 日均气温 °C（°F）   | 3 (37)              | 4.3 (39.7)          | 7.6 (45.7)          | 10.3 (50.5)         | 14.9 (58.8)         | 18.4 (65.1)         | 21 (70)             | 20.8 (69.4)         | 16.4 (61.5)         | 12.6 (54.7)         | 7 (45)              | 3.2 (37.8)          | 11.6 (52.9)         |
| 平均低温 °C（°F）   | −2.3 (27.9)         | −1.7 (28.9)         | 0.9 (33.6)          | 3.5 (38.3)          | 7.8 (46.0)          | 10.9 (51.6)         | 13 (55)             | 12.8 (55.0)         | 9.5 (49.1)          | 6.6 (43.9)          | 2 (36)              | −1.4 (29.5)         | 5.1 (41.2)          |
| 历史最低温 °C（°F） | −16.1 (3.0)         | −17.3 (0.9)         | −13.3 (8.1)         | −5.5 (22.1)         | −2.8 (27.0)         | 2 (36)              | 4.3 (39.7)          | 2.2 (36.0)          | −0.3 (31.5)         | −5.1 (22.8)         | −11.3 (11.7)        | −18 (0)             | −18 (0)             |
| 平均降水量 mm（）   | 69 (2.7)            | 54.2 (2.13)         | 58.5 (2.30)         | 91.5 (3.60)         | 87.4 (3.44)         | 66.2 (2.61)         | 62.4 (2.46)         | 70.1 (2.76)         | 110.5 (4.35)        | 101.9 (4.01)        | 104.5 (4.11)        | 77.2 (3.04)         | 953.4 (37.54)       |
| 月均日照時數        | 104.9               | 134.5               | 200                 | 214.6               | 255.3               | 295.5               | 327.3               | 293.6               | 224.5               | 152.3               | 110.3               | 92.1                | 2,404.9             |
| 来源：infoclimat.fr |                     |                     |                     |                     |                     |                     |                     |                     |                     |                     |                     |                     |                     |

## 行政区划
迪镇的市镇编号为26113，邮政编号为26150。
在行政管理方面，迪镇隶属于法国奥弗涅-罗讷-阿尔卑斯大区德龙省，同时也是该省的一个副省会，下辖迪镇区；在地方选举方面，迪镇是迪瓦县的中央投票站所在地，其市镇范围全境被划入德龙省第三选区；在社会管理方面，迪镇是迪瓦市镇公共社区的办公驻地。
截至2023年6月，迪镇市镇范围内暂无任何城市敏感街区及城市政策优先街区。
法国国家统计与经济研究所（简称）在进行数据统计时，将迪镇单独设为迪镇城市核心区（Unité urbaine de Die），并将包括核心区在内的周边共10个市镇划为迪镇城市区（Aire urbaine de Die）。自2020年起，迪镇城市区被包含27个市镇的迪镇城市辐射区代替。此外，还将迪镇市镇整体看作一个“块区”（IRIS），以便于统计人口分布情况。

## 交通

### 公路
德龙省省道D93线、D238线、D244线、D518线、D543线和D742线在迪镇境内交汇。奥弗涅-罗讷-阿尔卑斯大区下属的城际客运提供巴士线路，可前往瓦朗斯。
| 16 | 57 |

| 瓦朗斯 | 67 |

| 克雷 | 38 |

| 阿斯普尔 | 59 |

2019年，64.6%的迪镇家庭拥有至少一辆私人汽车。2019年，迪镇境内共发生各类交通事故7起，造成12人受伤，其中5人重伤。

### 铁路

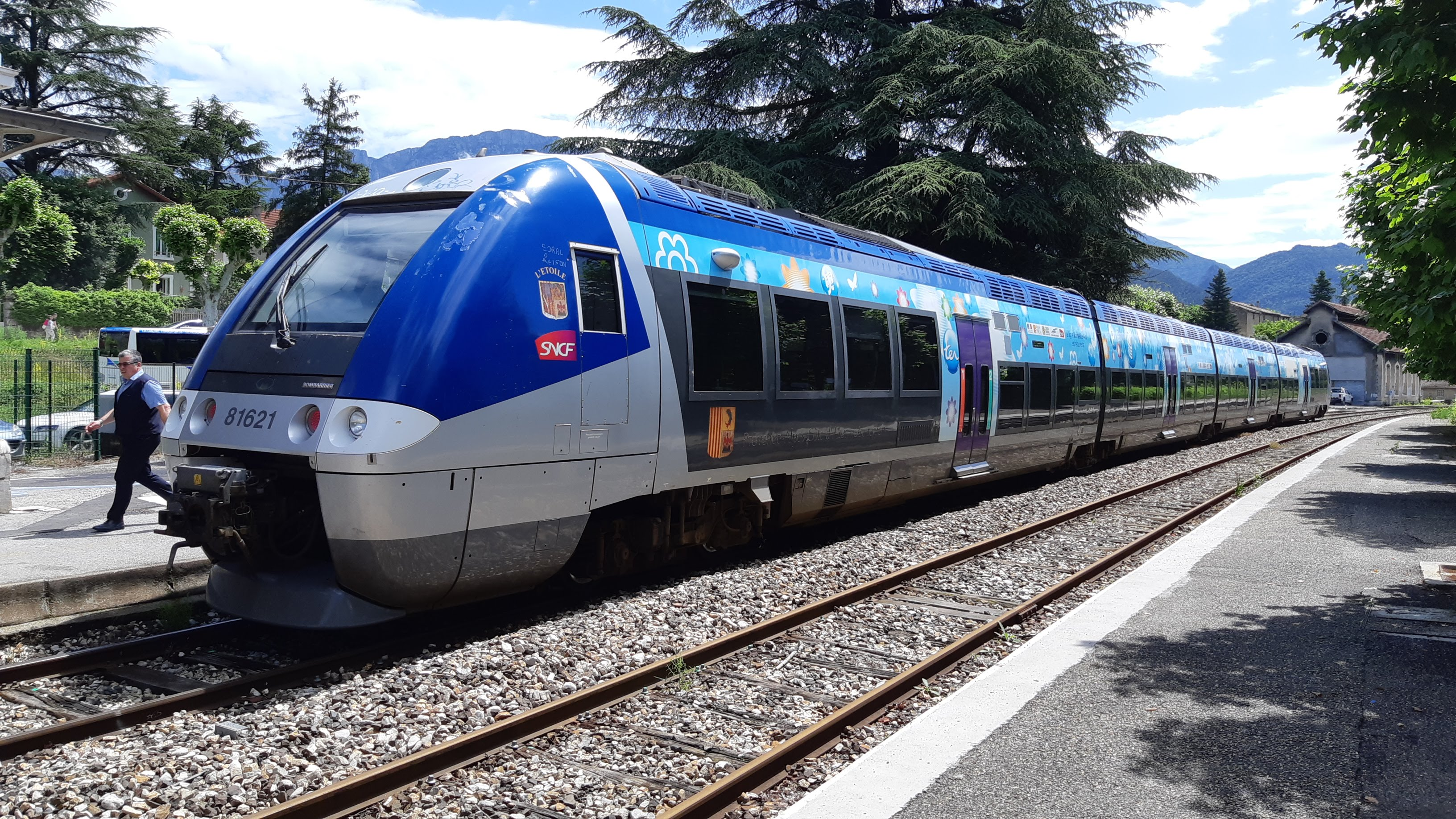
迪镇火车站停靠的一辆区域列车

迪镇位于利夫龙—比埃什河畔阿斯普尔铁路上。迪镇站位于市区西部，停靠往返于罗芒和布里扬松一线的区域列车，每天晚上还停靠一班可直通巴黎的夜班城际列车。

### 航空
距离迪镇最近的民用航空站为180公里外的里昂圣埃克絮佩里机场。

### 城市公共交通
截至2023年6月，迪镇暂无城市公共交通系统。

## 政治

### 市政内阁

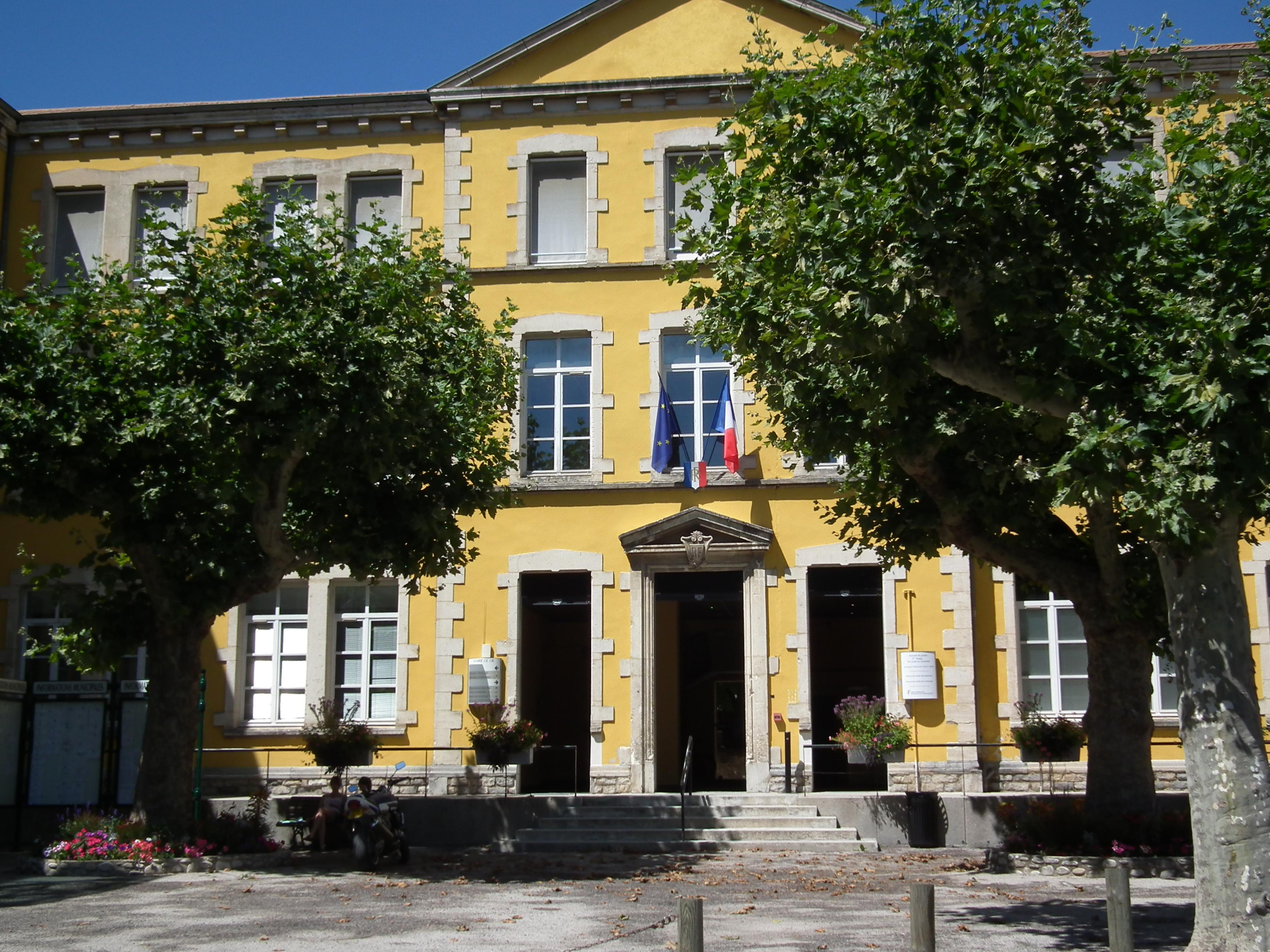
迪镇市政厅

迪镇的现任市长为伊莎贝尔·比祖阿尔女士（Isabelle BIZOUARD），她是一名左翼无党派人士，在2020年的市政选举中获得了50.65%的支持率。
| 迪镇历届市长   | 迪镇历届市长                        | 迪镇历届市长                   |
| 任期           | 市长                                | 党派                           |
| -------------- | ----------------------------------- | ------------------------------ |
| 1945年－1946年 | Charles LAMBERT 夏尔·朗贝尔         | 不详                           |
| 1946年－1947年 | Élie BROCHIER 埃利·布罗希耶         | 不详                           |
| 1947年－1974年 | Maurice VÉRILLON 莫里斯·韦里永      | SFIO工人国际法国支部 →PS社会党 |
| 1974年－1989年 | Marcel BONNIOT 马塞尔·博尼奥        | PS社会党                       |
| 1989年－1995年 | Jean-Pierre RAMBAUD 让-皮埃尔·朗博  | PCF法国共产党                  |
| 1995年－2008年 | Isabelle BIZOUARD 伊莎贝尔·比祖阿尔 | PS社会党                       |
| 2008年－2014年 | Georges BERGINIAT 乔治·贝尔吉尼亚   | DVD右翼无党派人士              |
| 2008年－2014年 | Gilbert TRÉMOLET 吉尔贝·特雷莫莱    | MoDem民主运动                  |
| 2020年－       | Isabelle BIZOUARD 伊莎贝尔·比祖阿尔 | DVG左翼无党派人士              |

### 各级选举
| 迪镇历届投票选举结果 | 迪镇历届投票选举结果 | 迪镇历届投票选举结果 | 迪镇历届投票选举结果 | 迪镇历届投票选举结果      | 迪镇历届投票选举结果 | 迪镇历届投票选举结果 | 迪镇历届投票选举结果 | 迪镇历届投票选举结果 | 迪镇历届投票选举结果 |
| 选举项目             | 选举范围             | 选区单位             | 选区单位内的选举结果 | 选区单位内的选举结果      | 选区单位内的选举结果 | 选区单位内的选举结果 | 选区单位内的选举结果 | 选区单位内的选举结果 | 参考资料             |
| 选举项目             | 选举范围             | 选区单位             | 第一轮胜出者         | 第一轮胜出者              | 支持率               | 第二轮胜出者         | 第二轮胜出者         | 支持率               | 参考资料             |
| -------------------- | -------------------- | -------------------- | -------------------- | ------------------------- | -------------------- | -------------------- | -------------------- | -------------------- | -------------------- |
| 2017年法國總統選舉   | 法國                 | 市镇                 |                      | 让-吕克·梅朗雄            | 34.77%               |                      | 埃马纽埃尔·马克龙    | 79.14%               | [ 27 ]               |
| 2017年法国立法选举   | 德龙省第三选区       | 市镇                 |                      | 塞莉娅·德拉韦涅           | 33.0%                |                      | 塞莉娅·德拉韦涅      | 71.21%               | [ 27 ]               |
| 2019年欧洲议会选举   | 法國                 | 市镇                 |                      | 亚尼克·雅多               | 28.77%               | （不适用）           | （不适用）           | （不适用）           | [ 29 ]               |
| 2021年法国省级选举   | 德龙省               | 县                   |                      | 贝尔纳·比 马尔蒂娜·沙尔梅 | 59.13%               | （不适用）           | （不适用）           | （不适用）           | [ 30 ]               |
| 2021年法国省级选举   | 德龙省               | 市镇                 |                      | 贝尔纳·比 马尔蒂娜·沙尔梅 | 46.8%                | （不适用）           | （不适用）           | （不适用）           | [ 30 ]               |
| 2021年法国大区选举   |                      | 市镇                 |                      | 法比埃娜·格雷贝尔         | 33.03%               |                      | 法比埃娜·格雷贝尔    | 64.57%               | [ 31 ]               |
| 2022年法国总统选举   | 法國                 | 市镇                 |                      | 让-吕克·梅朗雄            | 44.56%               |                      | 埃马纽埃尔·马克龙    | 73.25%               | [ 27 ]               |
| 2022年法国立法选举   | 德龙省第三选区       | 市镇                 |                      | 玛丽·波雄                 | 55.33%               |                      | 玛丽·波雄            | 68.98%               | [ 27 ]               |

## 人口
2020年，迪镇市镇人口数量为4,770，在法国排名第2,333位。其中男性2,181人，女性2,537人，75岁及以上人口占11.1%，外籍人口数量为204人，人口密度为83人/平方公里，当地居民被称为（男性）或（女性）。2020年，迪镇境内出生34人，死亡人口77人。
| 迪镇1901年－2020年人口变化情况 |
|                                |
| 数据来源：Cassini、INSEE       |

## 经济

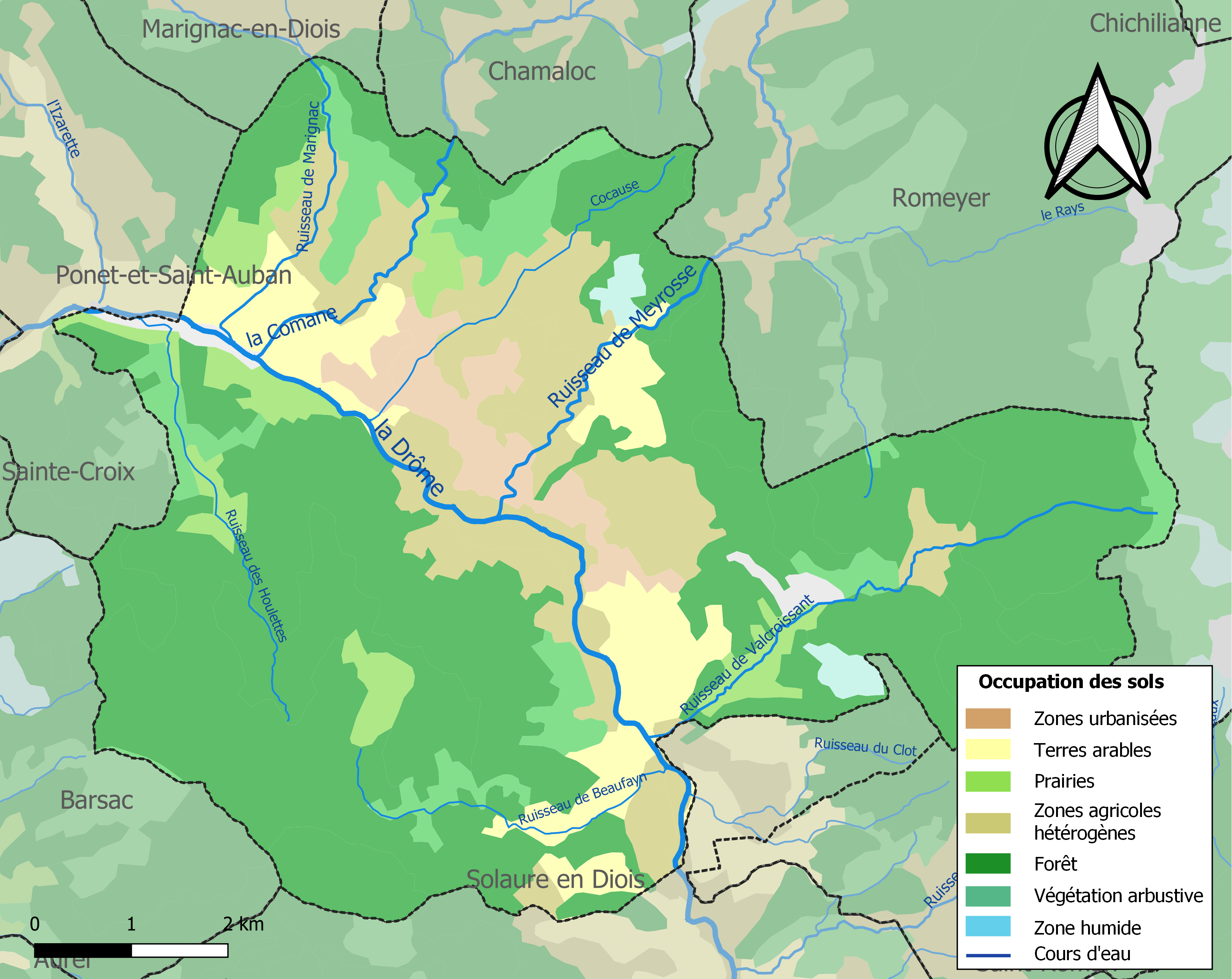
迪镇土地利用情况地图

迪镇是一个区域性的中心城市。截至2023年6月，迪镇市镇范围内共有各类用人单位（包含自雇）1,366家，平均历史为17年，其中99.2%为中小型企业（PME），2023年4月至6月间，当地的经济活力指数为0。（饮品批发销售）、（零售）及（易爆品销售）是当地2021年营业额最高的三个企业，分别为28,401,736欧元、23,376,053欧元和20,269,778欧元。

## 财政与居民收入
2021年，迪镇的财政收入总额为5,506,880欧元，财政支出总额为4,878,790欧元，当年的债务总额为4,802,800欧元。2021年，迪镇市镇通过增值税获得300,590欧元的收入，此外当地还共获得了891,510欧元的国家直接财政补助。
2020年，迪镇的人均月收入总额为1,928欧元，其中高级职员为3,533欧元，低于法国平均水平（4,230欧元）；中级职员为2,087欧元，低于法国平均水平（2,411欧元）；普通职员为1,621欧元，亦低于法国平均水平（1,740欧元）。
2019年，迪镇境内的贫困率为17%，青壮年（15至64岁）失业率为14.9%；当地43.7%的家庭拥有纳税资格，平均纳税2,119欧元，低于法国平均水平（3,910欧元）。

## 社会事务

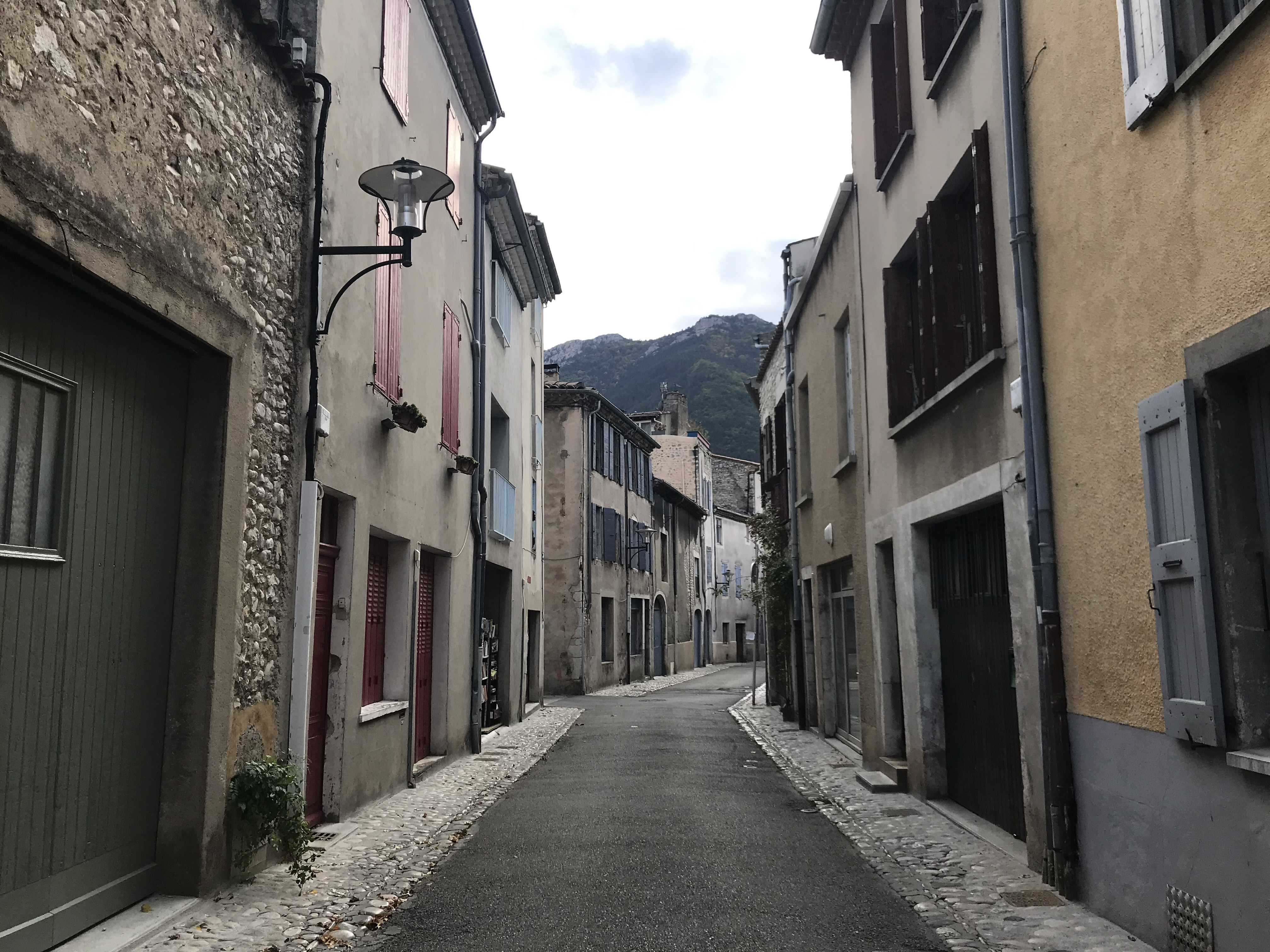
萨兰街

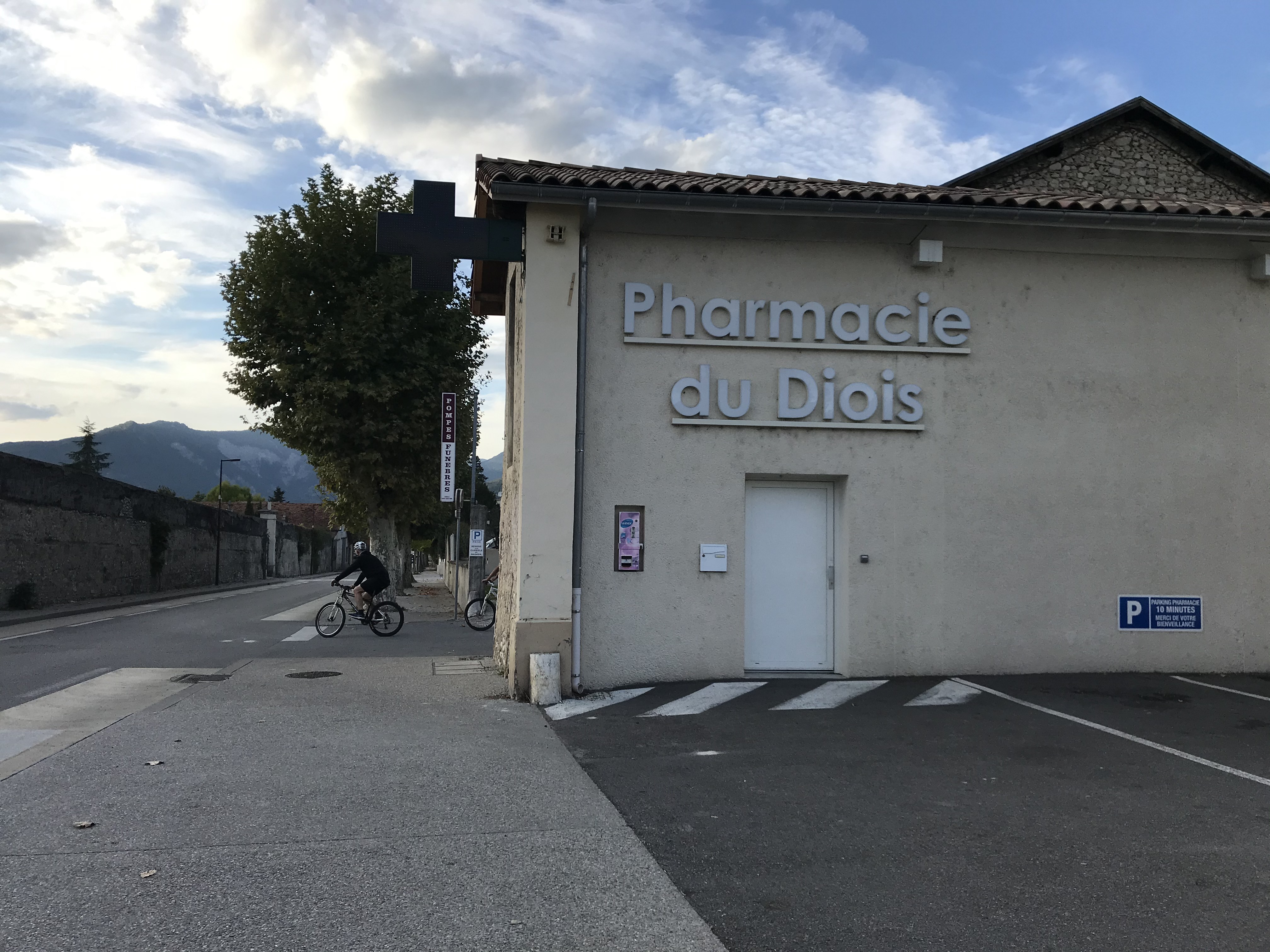
迪瓦药房

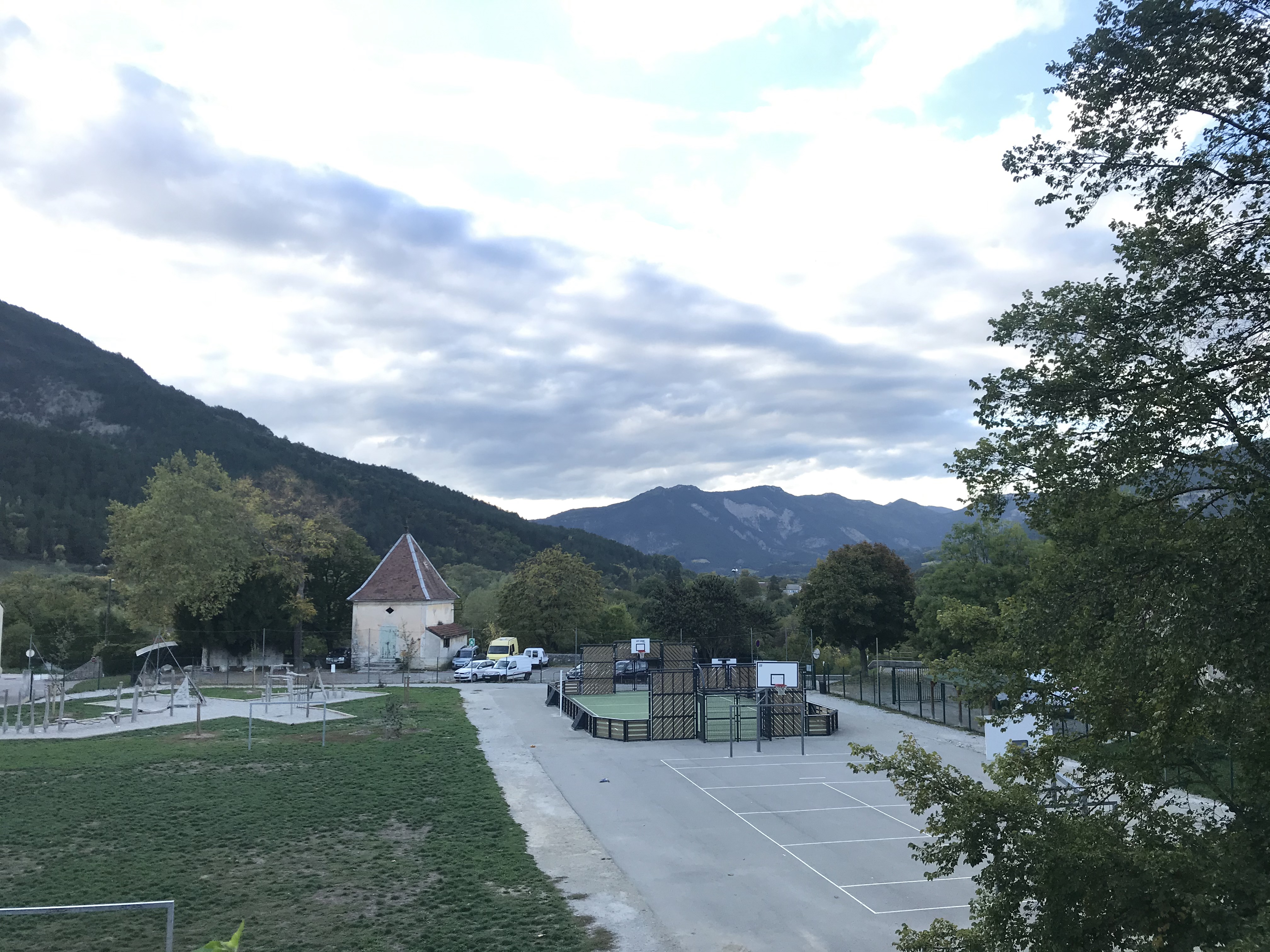
迪镇的一处开放式体育设施

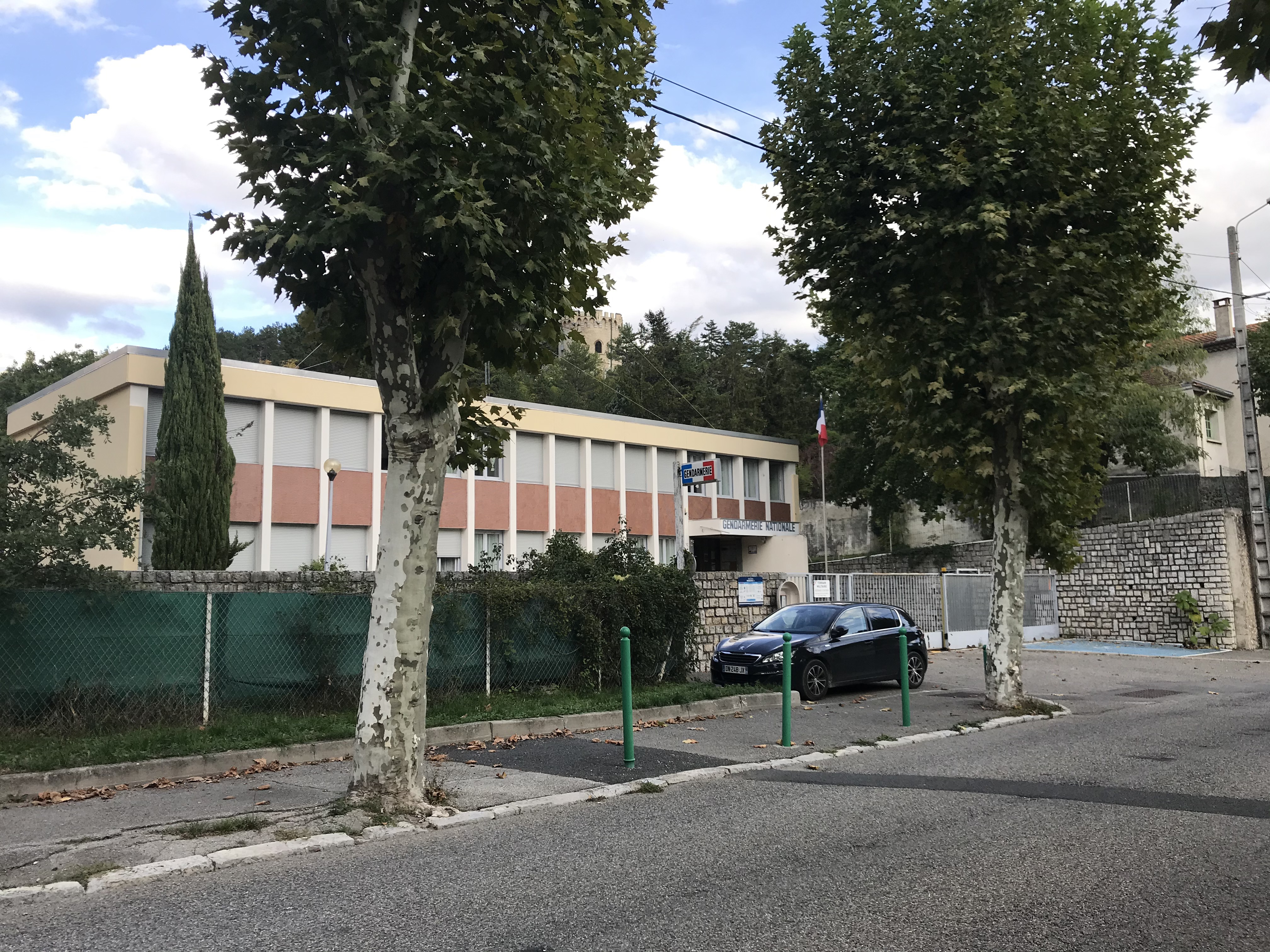
迪镇宪兵队

### 教育
迪镇属于格勒诺布尔学区。截至2021年1月1日，迪镇境内共有2所幼儿园、3所小学、1所初级中学和1所普通高中。2021至2022学年度，迪镇境内共有在校中等教育阶段学生687名。

### 医疗
截至2021年1月1日，迪镇境内共有全科医生6名、保健师15名、牙医8名、护士16名和助产士1名。境内共有药房2家、养老院1家。
迪镇中心医院（Centre Hospitalier de Die）是法国的一个区域性医疗机构，其主病区位于迪镇市区，设有床位126个，是当地规模最大的公立综合性医院。

### 住房
2019年，迪镇境内共有各类住房3,077套，其中60.1%为独立式居民区，39.4%为集中式居民区。常住房屋占迪镇市镇范围内居民建筑总量的78.2%。
在住房保障政策方面，2021年，迪镇境内共有635户家庭获得了住房经济补助，受益人数占总人口数量的13.5%，其中609份为房租补助。

### 商业
2021年，迪镇境内共有各类实体商铺174家，其中餐厅29家、大型超市4家、杂货店6家、面包房4家、肉铺2家、书店2家、装饰品店1家、银行门店3家、美容美发店8家、汽车维修店6家。市区西部建有开放式商业街区，有Intermarché、Lidl等购物商场。

### 体育
2021年，迪镇境内共有1家游泳池、1间体育馆、1座综合体育场、3处网球场、2处足球或橄榄球场以及2处篮球或排球场。
截至2023年6月，迪瓦足球俱乐部（Diois FC，编号548847）是迪镇境内唯一的一家注册足球俱乐部，该俱乐部成立于2000年，其主队2022至2023赛季参加德龙省足球联赛乙组（法国第十级别），其主场为路易·吉卢安球场（Stade Louis Gillouin）。
2010年和2015年的环法自行车赛经过迪镇。

### 环境
迪镇的环境事务由其所属的迪瓦市镇公共社区联合各级政府协调负责。2021年，迪镇境内共有2家污染企业。

### 治安
2021年，迪镇市镇范围内有1处宪兵队。
迪镇及其附近的共92个市镇是克雷国家宪兵队（zone gendarmerie de Crest）的管辖范围。2020年，该宪兵队累计记录各类案件3,469起，其中盗窃类案件1,994起，经济类案件424起，毒品交易类案件238起。

## 文化
2021年，迪镇境内共有1家剧场、1家电影院和1家博物馆。迪镇建有迪瓦-韦科尔省级多媒体中心（Médiathèque départementale Diois – Vercors），每周二、三、五、六向公众开放。

### 建筑
迪镇境内有多处历史建筑，其中迪镇圣母大教堂、迪镇城墙等为法国国家文物保护单位，镇中心的迪镇博物馆陈列了当地主要建筑的模型。

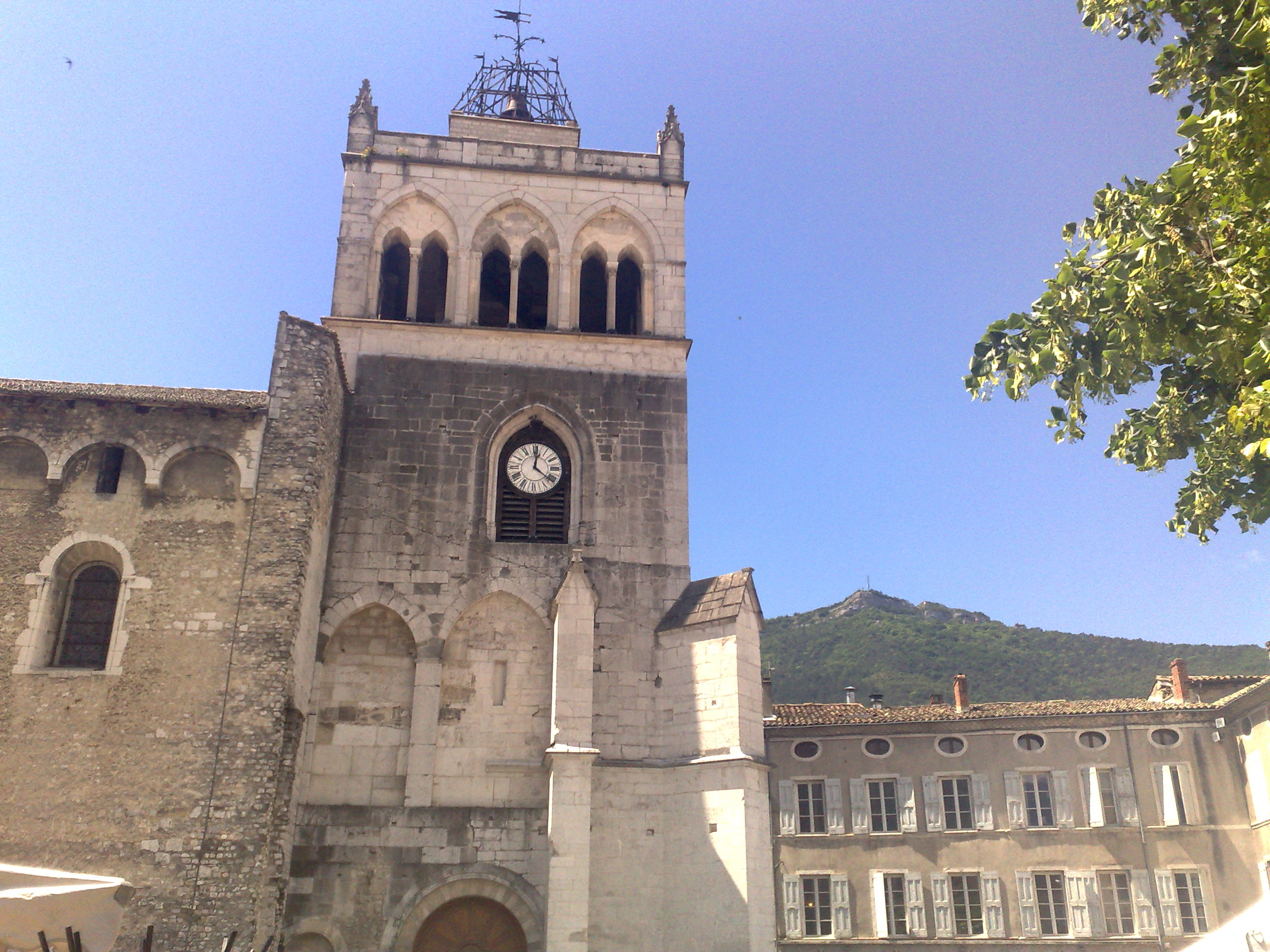
圣母大教堂（法语：Cathédrale Notre-Dame de Die）
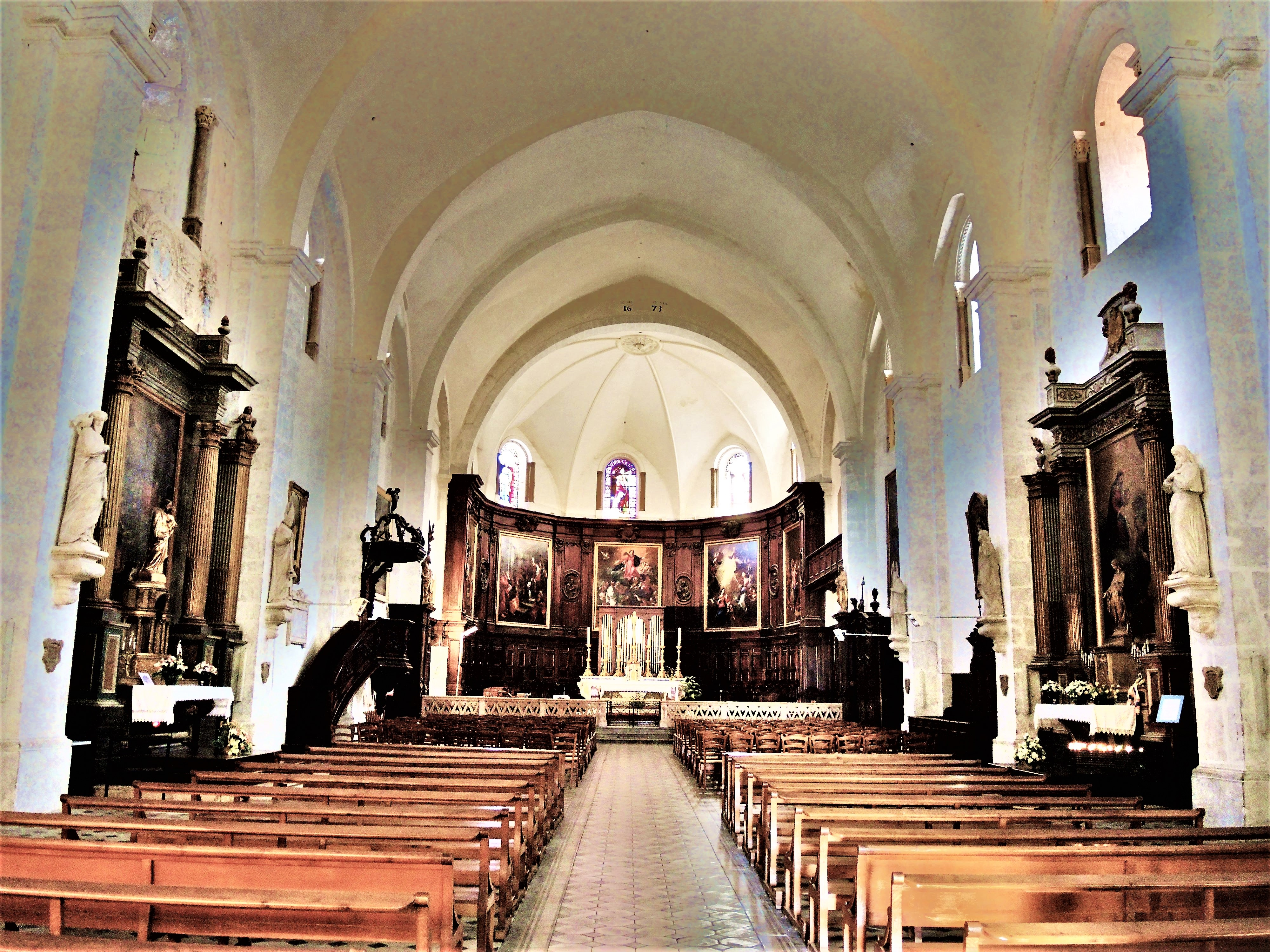
圣母教堂大厅
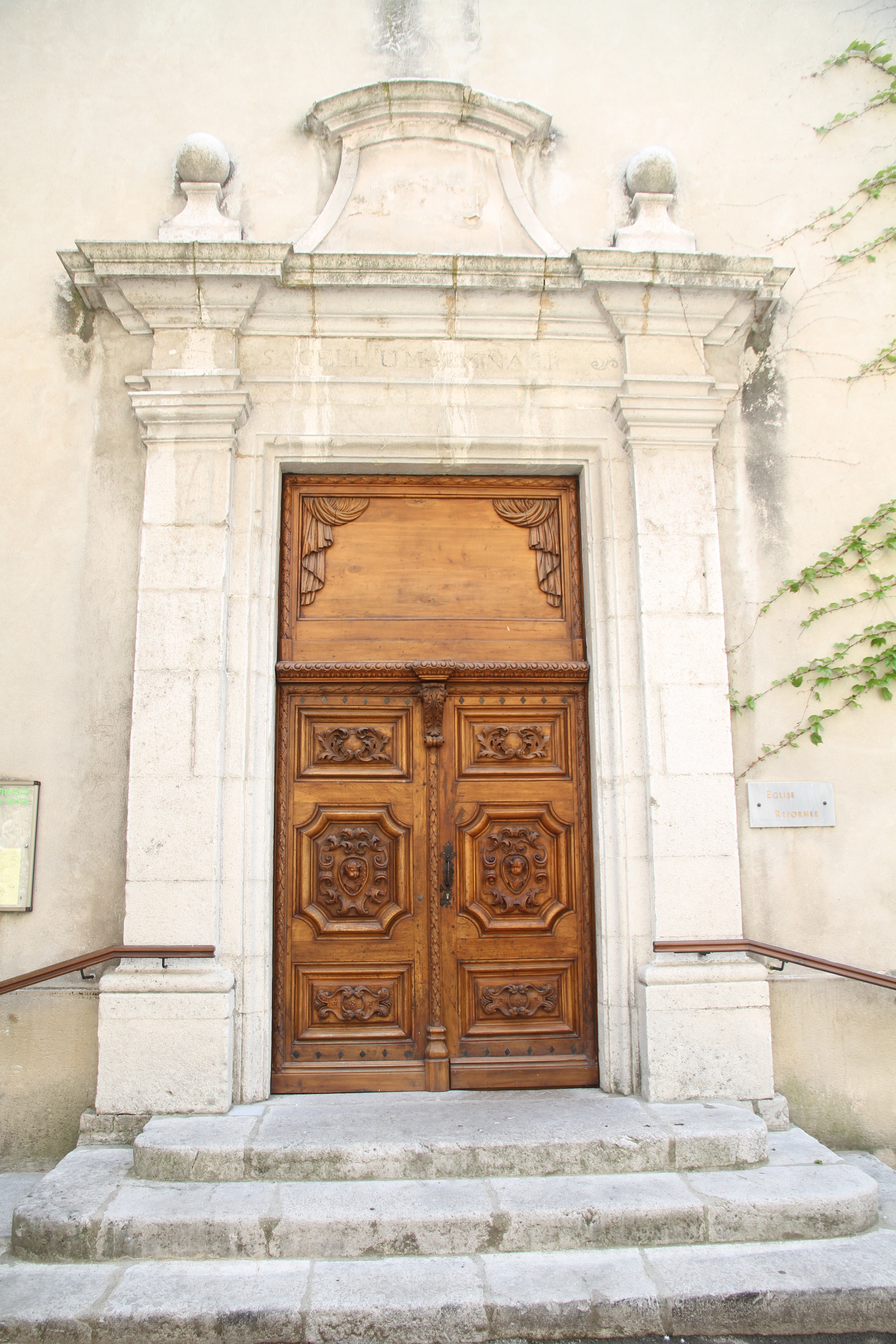
新教教堂大门
圣马塞尔门
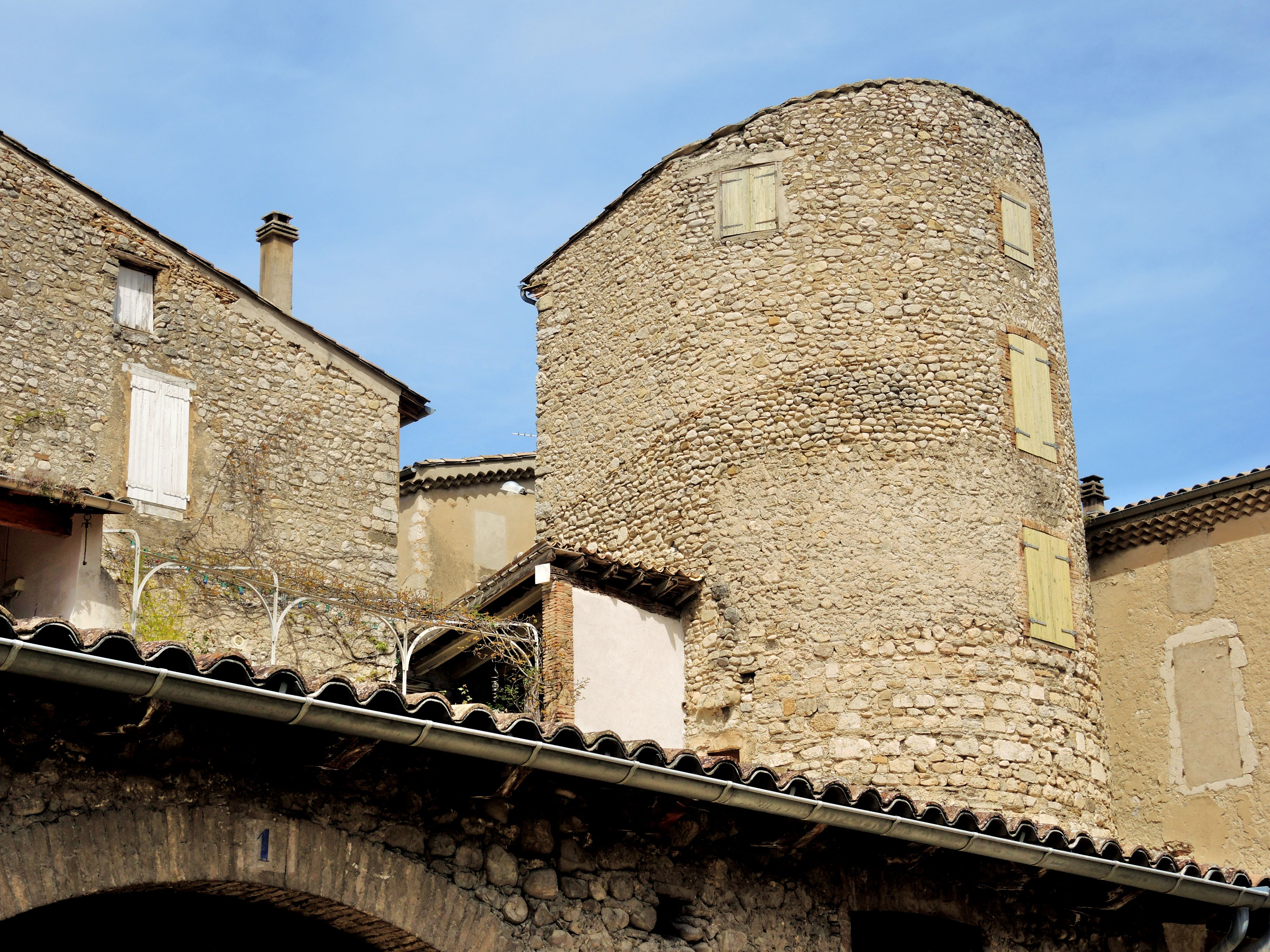
城墙塔楼
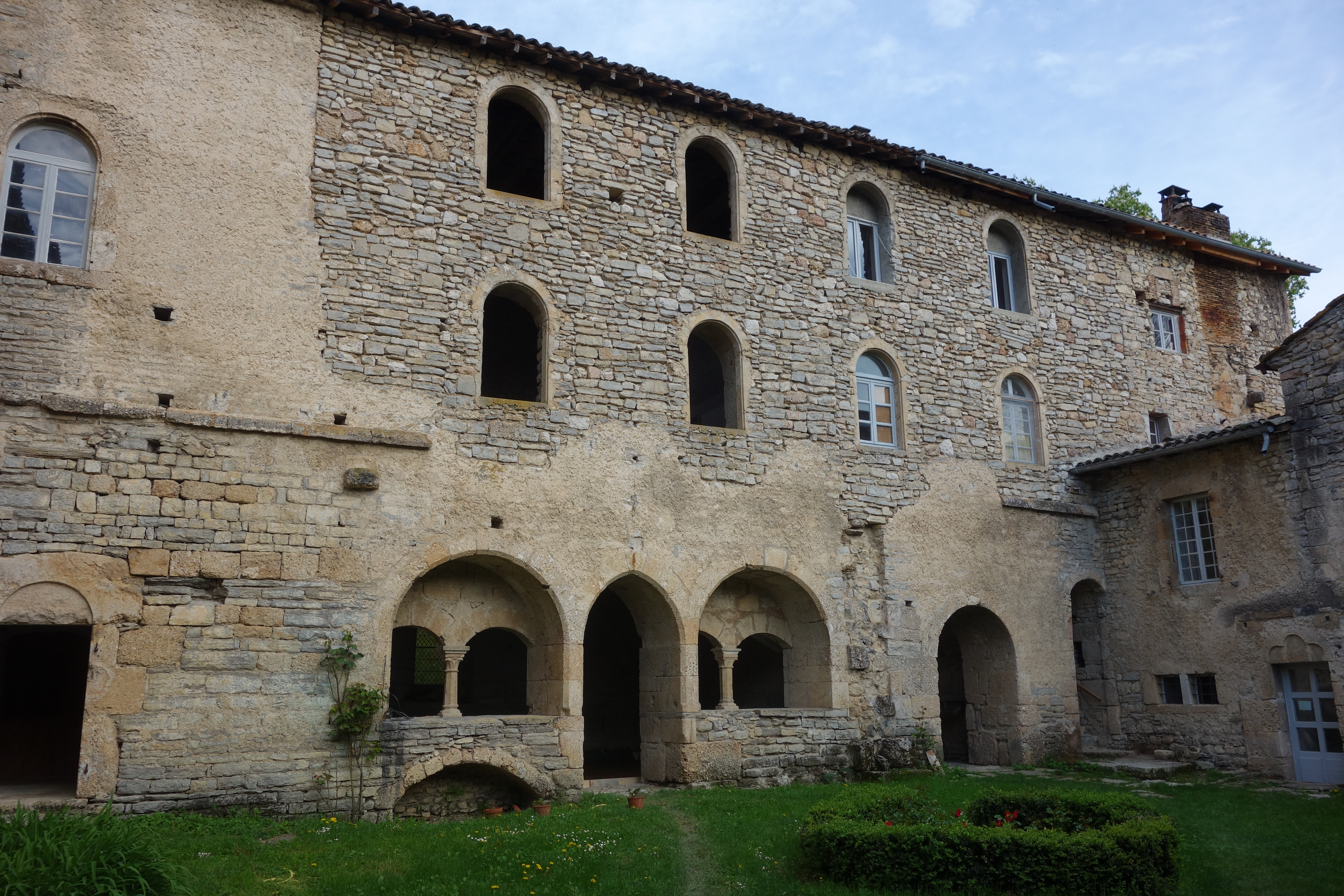
瓦尔克鲁瓦桑修道院（法语：Abbaye de Valcroissant）
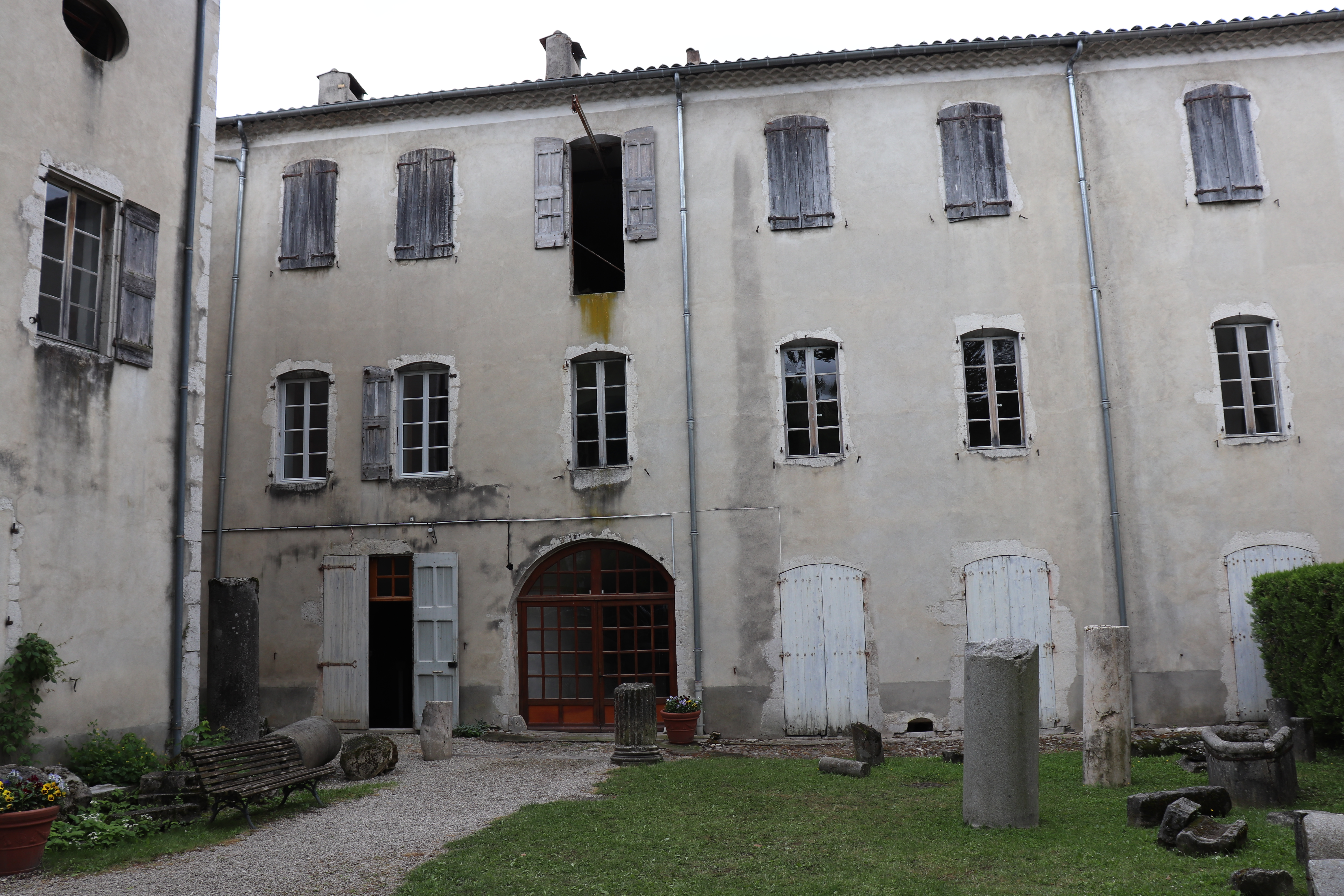
迪镇博物馆（法语：Musée de Die）

### 旅游
迪镇的旅游事务由其所属的迪瓦市镇公共社区负责。2022年，迪镇境内共有4家酒店共计60间房间；另有7个露营地，可容纳共787辆露营车。

### 葡萄酒
迪镇是罗讷河谷产区的组成部分，因同名起泡酒而闻名，后者自1993年起获得原产地命名控制保护标志。

### 媒体
法国主要的媒体均可在迪镇接收，法国电视三台下属的奥弗涅-罗讷-阿尔卑斯大区频道在部分时段播出迪镇所在德龙省的地方新闻。《自由多菲内报》、《德龙周刊》、蓝色法兰西德龙-阿尔代什广播等为当地的主要地方性媒体。

## 友好城市
截至2023年6月，迪镇共与五座城市互为友好城市关系：
- 英国 Wirksworth
- 義大利 瓦拉洛
- 德国 弗兰克瑙
- 匈牙利 基什孔費萊吉哈佐
- 塞内加尔 Dhouge